# Hate the Other Side
Hate the Other Side è un brano musicale del rapper statunitense Juice Wrld e del disc jockey statunitense Marshmello, pubblicato il 10 luglio 2020 come nona traccia del terzo album in studio Legends Never Die.

## Descrizione
Il brano, che è contenuto come ottava traccia nell'album postumo di Juice Wrld Legends Never Die, presenta la collaborazione del rapper statunitense Polo G e del rapper australiano The Kid Laroi ed è stato prodotto da Marshmello. È costruito intorno al ritornello registrato nel 2019 da Juice Wrld con Polo G che canta la prima strofa, mentre The Kid Laroi canta la seconda.

## Formazione
- Jarad Anthony Higgins - voce, testi, composizione
- Christopher Comstock - testi, composizione, produzione
- Charlton Kenneth Jeffrey Howard - voce, testi, composizione
- Taurus Tremani Bartlett - voce, testi, composizione, personale di studio
- Niles Hollowell-Dhar - testi, composizione
- David Lynn Moody - testi, composizione
- Manny Marroquin - mixaggio, personale di studio
- Chris Galland - assistenza al missaggio, personale di studio
- Jeremie Inhaber - assistenza al missaggio, personale di studio
- Robin Florent - assistenza al missaggio, personale di studio
- Max Lord - ingegnere, personale dello studio
- Tatsuya Sato - mastering, personale di studio

## Classifiche

### Classifiche settimanali
| Classifica (2020) | Posizione massima |
| ----------------- | ----------------- |
| Australia         | 15                |
| Canada            | 12                |
| Grecia            | 48                |
| Lituania          | 83                |
| Nuova Zelanda     | 27                |
| Portogallo        | 92                |
| Repubblica Ceca   | 63                |
| Slovacchia        | 90                |
| Svezia            | 54                |
| Svizzera          | 86                |
| Stati Uniti       | 10                |